# Myromexocentrus quadrimaculatus
Myromexocentrus quadrimaculatus là một loài bọ cánh cứng trong họ Cerambycidae.